# پودلوبوو (شهرستان کارماسکالینسکی، باشقیرستان)
پودلوبوو (انگلیسی: Podlubovo, Karmaskalinsky District, Republic of Bashkortostan) یک شهرک در شهرستان کارماسکالینسکی استان باشقیرستان کشور روسیه است.